# 天津市文学艺术界联合会
天津市文学艺术界联合会（英語：Tianjin Federation of Literary and Art Circles，缩写为TJFLAC），简称天津市文联或天津文联，成立于1950年9月14日，是中华人民共和国天津市文艺工作者组成的人民团体。现拥有《艺术家》编辑部、《文学自由谈》编辑部、天津市美术展览馆。

## 团体会员

### 文艺家协会
- 天津市音乐家协会
- 天津市戏剧家协会
- 天津市美术家协会
- 天津市书法家协会
- 天津市舞蹈家协会
- 天津市摄影家协会
- 天津市曲艺家协会
- 天津市杂技家协会
- 天津市民间文艺家协会
- 天津市电影家协会
- 天津市电视艺术家协会
- 天津市文艺志愿者协会

### 区县文联
和平区文联、河东区文联、河西区文联、南开区文联、河北区文联、东丽区文联、西青区文联、北辰区文联、武清区文联、宝坻区文联、宁河区文联、静海区文联、蓟州区文联、天津开发区保税区文联。

### 产业文联
天津港文联、天津市检察官文联、天津职业大学文联、天津市司法行政系统文联、天津市政法委系统文联。

## 历任领导

### 第一届
- 任期：1950年9月－1966年
- 主席：阿英（至1951年）
- 副主席：李霁野（－文化大革命）、白云鹏（－1952年）

### 第二届
- 任期：1982年1月－1987年10月
- 名誉主席：方纪、方之中、孙犁、缪天瑞（－1982年12月）、梁斌（1984年增选）
- 主席：李霁野
- 副主席：万力、方弘、方纪文、王林（至1984年7月）、王莘、王雪波、田明、冯骥才、孙振（－1987年7月）、孙福田、何迟、陈因、陈洁民、林呐、张映雪、赵路、骆玉笙、秦征、袁静、曹火星、蒋子龙、鲁藜

### 第三届
- 任期：1988年12月－2014年1月
- 主席：冯骥才
- 副主席：马献廷、赵路、秦征、曹火星、蒋子龙
- 常务副主席：寇士恺
- 主席团成员：丁元、王堃、王学仲、冯育楠、刘怀章、刘淑贞、刘瑞森、张朝玺
- 秘书长：刘怀章

### 第四届
- 任期：2014年1月－
- 名誉主席：冯骥才
- 主席：陈洪
- 副主席：李志
- 常务副主席：寇士恺、万镜明
- 兼职副主席：万克、王大方、王书平、关牧村、刘颖、张建会、李锦河、孟广禄、侯泉根、赵鸿友、傅长圣、籍薇
- 主席团委员：赵洪俊、商移山
- 秘书长：商移山